# Autofunzioni del momento angolare
In meccanica quantistica, le autofunzioni del momento angolare sono le autofunzioni che rappresentano gli autostati dell'operatore momento angolare nella base della posizione.

## Autofunzioni di Lz
Considerata la componente {\displaystyle L_{z}} del momento angolare:
{\displaystyle L_{z}=xp_{y}-yp_{x}=-i\hbar \left(x{\frac {\partial }{\partial y}}-y{\frac {\partial }{\partial x}}\right)}
risolvendo l'equazione agli autovalori:
{\displaystyle L_{z}\psi (x,y,z)=m\hbar \psi (x,y,z)}
Riscriviamo l'operatore {\displaystyle L_{z}} in coordinate sferiche:
{\displaystyle {\begin{cases}x=r\cos \varphi \sin \theta \\y=r\sin \varphi \sin \theta \\z=r\cos \theta \end{cases}}}
Allora le derivate parziali diventano:
{\displaystyle {\begin{cases}{\frac {\partial }{\partial x}}=\cos \varphi \sin \theta {\frac {\partial }{\partial r}}+{\frac {1}{r}}\cos \varphi \cos \theta {\frac {\partial }{\partial \theta }}-{\frac {1}{r}}{\frac {\sin \varphi }{\sin \theta }}{\frac {\partial }{\partial \varphi }}\\{\frac {\partial }{\partial y}}=\sin \varphi \sin \theta {\frac {\partial }{\partial r}}+{\frac {1}{r}}\sin \varphi \cos \theta {\frac {\partial }{\partial \theta }}+{\frac {1}{r}}{\frac {\cos \varphi }{\sin \theta }}{\frac {\partial }{\partial \varphi }}\\{\frac {\partial }{\partial z}}=\cos \theta {\frac {\partial }{\partial r}}-{\frac {1}{r}}\sin \theta {\frac {\partial }{\partial \theta }}\end{cases}}}
L'operatore {\displaystyle L_{z}} diventa:
{\displaystyle L_{z}=-i\hbar {\frac {\partial }{\partial \varphi }}}
L'equazione agli autovalori per {\displaystyle L_{z}} diventa ({\displaystyle \psi } dipende solo da {\displaystyle \varphi }):
{\displaystyle -i\hbar {\frac {\partial \psi (\varphi )}{\partial \varphi }}=m\hbar \psi (\varphi )}
questa è un'equazione differenziale al primo ordine, con soluzione generale:
{\displaystyle \psi (\varphi )=Ce^{im\varphi }}
Non resta che trovare il valore della costante, che deve essere tale che:
{\displaystyle \int _{0}^{2\pi }|\psi (\varphi )|^{2}\,d\varphi =|C|^{2}\int _{0}^{2\pi }\,d\varphi =1}
da cui:
{\displaystyle C={\frac {1}{\sqrt {2\pi }}}}
Per cui l'autofunzione di {\displaystyle L_{z}} è in definitiva:
{\displaystyle \psi (\varphi )={\frac {1}{\sqrt {2\pi }}}e^{im\varphi }}
Le espressioni di {\displaystyle L_{x}} ed {\displaystyle L_{y}} sono:
{\displaystyle {\begin{cases}L_{x}=i\hbar \left(\sin \varphi {\frac {\partial }{\partial \theta }}+{\frac {\cos \varphi }{\tan \theta }}{\frac {\partial }{\partial \varphi }}\right)\\L_{y}=i\hbar \left(-\cos \varphi {\frac {\partial }{\partial \theta }}+{\frac {\sin \varphi }{\tan \theta }}{\frac {\partial }{\partial \varphi }}\right)\end{cases}}}
ovviamente non vi è nessun motivo particolare per scegliere la componente {\displaystyle L_{z}}, ma visto che una rotazione degli assi nello spazio non modifica lo stato quantistico, possiamo sempre immaginare di porci con l'asse {\displaystyle z} in modo tale che il momento angolare abbia proiezione su {\displaystyle z}.

## Autofunzioni di L2
Riscriviamo il momento angolare (quadrato) {\displaystyle {\vec {L}}^{2}} in coordinate polari sferiche:
{\displaystyle {\vec {L}}^{2}=-\hbar ^{2}\left[{\frac {1}{\sin \theta }}{\frac {\partial }{\partial \theta }}\left(\sin \theta {\frac {\partial }{\partial \theta }}\right)+{\frac {1}{\sin ^{2}\theta }}{\frac {\partial ^{2}}{\partial \varphi ^{2}}}\right]}
e gli operatori di scala sempre in coordinate polari sferiche:
{\displaystyle L_{\pm }=\hbar e^{\pm i\varphi }\left(\pm {\frac {\partial }{\partial \theta }}+i\cot \theta {\frac {\partial }{\partial \varphi }}\right)}
Sappiamo che l'autofunzione è simultanea di {\displaystyle {\vec {L}}^{2}} e {\displaystyle L_{z}}. Abbiamo trovato la soluzione di {\displaystyle L_{z}}. Esprimiamo l'autofunzione completa con:
{\displaystyle Y_{l,m}(\theta ,\varphi )=\Theta (\theta )\cdot \Phi (\varphi )=\Theta (\theta )\cdot e^{im\varphi }}
dove si è sostituita la soluzione per {\displaystyle L_{z}}. Ci resta da determinare {\displaystyle \Theta (\theta )}, che dipende solo dall'angolo {\displaystyle \theta }. Per fare ciò cerchiamo la soluzione dell'equazione agli autovalori, ricordando che gli autovalori del momento angolare orbitale sono {\displaystyle l(l+1)}: 
{\displaystyle -\hbar ^{2}\left[{\frac {1}{\sin \theta }}{\frac {\partial }{\partial \theta }}\left(\sin \theta {\frac {\partial }{\partial \theta }}\right)+{\frac {1}{\sin ^{2}\theta }}{\frac {\partial ^{2}}{\partial \varphi ^{2}}}\right]Y_{l,m}(\theta ,\varphi )=\hbar ^{2}l(l+1)Y_{l,m}(\theta ,\varphi )}
Esplicitiamo la soluzione per {\displaystyle \Phi (\varphi )} trovata sopra:
{\displaystyle -\hbar ^{2}\left[{\frac {1}{\sin \theta }}{\frac {\partial }{\partial \theta }}\left(\sin \theta {\frac {\partial }{\partial \theta }}\right)+{\frac {1}{\sin ^{2}\theta }}{\frac {\partial ^{2}}{\partial \varphi ^{2}}}\right]e^{im\varphi }\Theta (\theta )=\hbar ^{2}l(l+1)e^{im\varphi }\Theta (\theta )}
quindi eseguendo la derivata seconda sull'esponenziale al primo membro e semplificando {\displaystyle \hbar ^{2}}:
{\displaystyle \left[-{\frac {1}{\sin \theta }}{\frac {\partial }{\partial \theta }}\left(\sin \theta {\frac {\partial }{\partial \theta }}\right)+{\frac {m^{2}}{\sin ^{2}\theta }}\right]\Theta (\theta )=l(l+1)\Theta (\theta )}
Facciamo un cambio di variabile esprimendo tutto in termini di {\displaystyle \cos \theta }:
{\displaystyle \theta \to \cos \theta \,\,\,\,\,\Rightarrow \,\,\,{\frac {\partial }{\partial \theta }}=-\sin \theta {\frac {\partial }{\partial (\cos \theta )}}}
quindi:
{\displaystyle \left[{\frac {m^{2}}{1-\cos ^{2}\theta }}-{\frac {\partial }{\partial (\cos \theta )}}\left((1-\cos ^{2}\theta ){\frac {\partial }{\partial (\cos \theta )}}\right)\right]\Theta (\cos \theta )=l(l+1)\Theta (\cos \theta )}
Per {\displaystyle m=0} questa equazione è quella di Liouville:
{\displaystyle -{\frac {\partial }{\partial (\cos \theta )}}\left((1-\cos ^{2}\theta ){\frac {\partial }{\partial (\cos \theta )}}\right)\Theta _{l,m=0}(\cos \theta )=l(l+1)\Theta _{l,m=0}(\cos \theta )}
con soluzione:
{\displaystyle \Theta _{l,m=0}={\frac {(-1)^{l}}{2^{l}\cdot l!}}{\frac {d^{l}}{d(\cos \theta )^{l}}}(1-\cos ^{2}\theta )^{l}}
La soluzione {\displaystyle \Theta _{l,m}} è:
{\displaystyle \Theta _{l,m}=C{\frac {1}{(\sin \theta )^{m}}}\left({\frac {d}{d(\cos \theta )}}\right)^{l-m}(1-\cos ^{2}\theta )^{l}}
dove C è una costante di normalizzazione.

## Armoniche sferiche
Abbiamo quindi trovato che l'autofunzione del momento angolare {\displaystyle {\vec {L}}^{2}} e della sua componente {\displaystyle L_{z}} (è simultanea perché {\displaystyle [{\vec {L}}^{2},L_{z}]=0}) può essere espressa:
{\displaystyle Y_{l,m}(\theta ,\varphi )=\Theta (\theta )\cdot \Phi (\varphi )=\Theta (\theta )\cdot e^{im\varphi }}
dove:
{\displaystyle \Phi (\varphi )=e^{im\varphi }}
e
{\displaystyle \Theta _{l,m}=C{\frac {1}{(\sin \theta )^{m}}}\left({\frac {d}{d(\cos \theta )}}\right)^{l-m}(1-\cos ^{2}\theta )^{l}}
dove inglobiamo le costanti di normalizzazione nel fattore C. Quindi la soluzione completa è data:
{\displaystyle Y_{l,m}(\theta ,\varphi )=C{\frac {e^{im\varphi }}{(\sin \theta )^{m}}}\left({\frac {d}{d(\cos \theta )}}\right)^{l-m}(1-\cos ^{2}\theta )^{l}}
queste soluzioni sono ben note alla fisica matematica e si chiamano armoniche sferiche, che dipendono ovviamente dai valori di {\displaystyle l=0,1,\dots } ed {\displaystyle m=-l,-l+1,\dots ,l}. Le armoniche sferiche hanno importanti proprietà di parità, tra le quali:
{\displaystyle Y_{l,m}(\pi -\theta ,\varphi +\pi )=(-1)^{l}Y_{l,m}}
che ha un diretto significato fisico, essa rappresenta l'inversione spaziale delle coordinate polari sferiche.